# Callapoecoides alboscutellaris
Callapoecoides alboscutellaris är en skalbaggsart som beskrevs av Stefan von Breuning 1978. Callapoecoides alboscutellaris ingår i släktet Callapoecoides och familjen långhorningar. Inga underarter finns listade i Catalogue of Life.